# Сражение при Арколе
Сражение при А́рколе (фр. Bataille du pont d'Arcole) — одно из сражений в ходе Итальянского похода Бонапарта, происходившее с 15 по 17 ноября 1796 года на левом берегу реки Адидже в 25 км к востоку от Вероны. В нём французская армия нанесла поражение австрийским войскам под командованием Йозефа Альвинци, чья попытка снять осаду Мантуи окончилась неудачей.

## Предшествующие события
Несмотря на поражение, нанесённое Вурмзеру в сентябре, положение Итальянской армии становилось тревожным. Подкреплений было недостаточно для восполнения потерь, вызванных не только многомесячными боями, но и болезнями: в окрестностях окружённой болотами Мантуи была распространена малярия, от которой страдал и 28-тысячный гарнизон, и осаждавшие его войска под командованием Килмейна. 16 октября Бонапарт, желая прекратить осаду, передал Вурмзеру предложение выпустить гарнизон из города, но тот уже знал, что в Гориции собирается новая армия для его спасения, и на предложение не ответил. Для прикрытия осады у Бонапарта оставалось порядка 30 тысяч человек: дивизия Вобуа в Тренто, дивизия Массена в Бассано и дивизия Ожеро в Вероне.
К концу октября Австрия собрала во Фриуле новую 28-тысячную армию под командованием генерала Альвинци, ветерана Семилетней войны, а поражения французов в боях с войсками эрцгерцога Карла в Германии позволили довести численность тирольского корпуса Давидовича до 18 тысяч. Предполагалось, что эти две армии разобьют войска Бонапарта под Вероной, а оттуда направятся к Мантуе, чей осаждённый гарнизон также поддержит атаку.
Узнав, что войска Альвинци пришли в движение, Бонапарт приказал Вобуа атаковать Давидовича и, оттеснив австрийцев к Ноймаркту, отправить 3 тысячи солдат на подкрепление к основным силам. В то же время Массене следовало отступать в сторону Виченцы, а дивизии Ожеро — идти ему навстречу. Бонапарт надеялся собрать на Бренте как можно больше войск и дать бой австрийской армии, измотанной долгим маршем.
Реализовать эти планы не удалось. Бонапарт сильно недооценил численность войск Давидовича, которые к 5 ноября заняли Тренто и вынудили противника отступать вдоль Адидже. В то же время армия Альвинци перешла Бренту. Французские войска попытались отбросить их назад, но, потеряв 3 тысячи человек, вынуждены были отступить к Вероне, опасаясь действий со стороны Давидовича, в боях с которым Вобуа потерял более 4 тысяч человек. 11 ноября авангард армии Альвинци добрался до Кальдьеро в 15 километрах от Вероны. На следующий день французские войска, несмотря на проливной дождь и град, атаковали авангард австрийцев, но вынуждены были вернуться в Верону, потеряв ещё 1800 человек.
В своём письме Директории от 14 ноября Бонапарт говорит об отсутствии подкреплений и предупреждает, что в течение недели ему придётся оставить осаду Мантуи и уводить свою армию за Адду: «Жубер, Ланн, Ланюсс, Виктор, Мюрат... ранены; мы брошены посреди Италии».

## Бой. День первый
Утром 15 ноября французская армия (дивизия Ожеро) вышла к мосту у Арколе. Два батальона хорватов с двумя пушками стояли там для охраны тыла своей армии. Бивак хорватов опирался правым флангом на селение, левым — на устье ручья и имел впереди фронта дамбу, от которой был отделён только ручьём. Стреляя прямо перед собой, они поражали во фланг центральную колонну французов, авангард которой подошёл к Арколе. Колонна поспешно отступила до места, где поворот шоссе избавлял её фланг от огня с левого берега. Ожеро, возмущённый этим отступательным движением своего авангарда, ринулся на мост во главе двух гренадерских батальонов, но, встреченный сильным ружейным огнём с фланга, отошёл к своей дивизии.
Одновременно с этим частью сил дивизии Массены был занят Бионде, что обеспечивало левый фланг со стороны Сан-Мартино. Его дивизия также заняла позиции на болотной дамбе, составляя теперь левый фланг французской армии.
Альвинци не придал поначалу этим фактам большого значения, думая, что основной удар придётся на Верону, а это лишь отвлекающий манёвр; поэтому он ограничился лишь отправкой разведки, как к Вероне, так и к Арколе. Однако его разведка доносила, что под Вероной всё спокойно, а разведывательный отряд в Арколе был встречен плотным ружейным огнём, поэтому он счёл необходимым прежде всего отбросить с болот отвлекающие лёгкие войска французов. Одну дивизию, под командованием Митровского, он направил на аркольскую дамбу, а другую, под командованием Провера, — на левую дамбу. Около 9 часов утра они энергично контратаковали французов. Массене была поручена левая дамба: позволив противнику приблизиться, он бросился в штыки, оттеснил его, причинил ему много потерь и взял большое число пленных. То же самое произошло на аркольской дамбе: как только противник проник за изгиб шоссе, Ожеро встретил его штыковой атакой и обратил в бегство. Победителю достались пленные и пушки; болота были покрыты трупами.
Захват Арколе становился чрезвычайно важным делом, потому что оттуда, выйдя в тылы противника, было удобно захватить мост Вилланова на ручье Альпоне, бывший единственным путём отступления, и его надлежало закрепить за собой раньше, чем противник перестроится. Но, когда Арколе устоял против ряда атак, Наполеон решил лично произвести последнее усилие: он схватил знамя, бросился на мост и водрузил его там. Колонна, которой он командовал, прошла уже половину моста; фланкирующий огонь и прибытие новой дивизии к противнику обрекли и эту атаку на неудачу. Гренадеры головных рядов, покинутые задними, заколебались. Однако, увлечённые беглецами, они не хотели бросить своего генерала; они взяли его за руки, за платье и поволокли с собой среди трупов, умирающих и порохового дыма. Он был сброшен в болото и погрузился в него до пояса. Вокруг него сновали солдаты противника. Гренадеры увидели, что их генерал в опасности. Раздался крик: «Солдаты, вперёд, на выручку генерала!» Эти храбрецы тотчас же повернули беглым шагом на противника, отбросили его за мост, и Наполеон был спасён.
В этот день многие показали свою храбрость. Ланн, лечившийся от прежних ран и ещё больной, примчался к бою из Милана. Став между неприятелем и Бонапартом, он прикрывал его своим телом, получил три ранения, но ни на минуту не хотел отойти. Мюирон, адъютант главнокомандующего, был убит, прикрывая телом своего генерала. Бельяр, Виньоль были ранены среди солдат, которых они увлекли в атаку. Храбрый генерал Робер, закаленный в боях солдат, был убит.
К вечеру 15 ноября, генерал Гюйо с бригадой переправился на пароме через Адидже в Альбаредо, таким образом, Арколе был обойден с тыла. Но к этому времени Альвинци, ознакомившись с действительным положением вещей, осознал всю опасность своей позиции. Он поспешно покинул Кальдиеро, разрушив свои батареи, и переправил через мост все свои обозы и резервы. Таким образом австрийская армия, благодаря своему поспешному отступлению, избежала разгрома.
Около 4 часов селение Арколе было взято без выстрела, да теперь оно и не имело значения. С этим французы опоздали на шесть часов: противник занял уже свою естественную позицию. Арколе было теперь не больше как промежуточный пост между фронтами обеих армий, тогда как утром оно находилось в тылу у противника.
Этот день увенчался большими результатами для французов: Кальдиеро было очищено, Вероне больше не грозила опасность, две дивизии Альвинци были разбиты и понесли значительные потери, многочисленные колонны пленных и громадное число трофеев прошли через лагерь, вызывая восторг у солдат и офицеров. Каждый вновь проникся доверием и чувством победы.

## Бой. День второй
Бонапарт, опасавшийся действий со стороны Давидовича, распорядился оставить Арколе, стоившее столько крови, и отвёл армию на правый берег Адидже, чтобы иметь возможность прийти на помощь Вобуа, оставив на левом берегу только одну бригаду и несколько пушек. Он подготовился для отражения возможных атак Давидовича. Он оставил в Арколе зажжённые огни на биваках, поддерживаемые дозорами авангарда, чтобы Альвинци ничего не заметил. В 4 часа утра войска стали в ружье, но в ту же самую минуту пришло донесение, что Давидович не трогался с места.
Между тем около 3 часов утра Альвинци, узнав об отступлении французов, распорядился занять Арколе и Порчиле и днем направил две колонны по обеим плотинам. Австрийцы заняли Арколе и Порчиле и начали продвигаться к мосту Ронко, и вскоре на расстоянии 400 метров от него завязалась ружейная перестрелка. Французы бросились к нему со штыками наперевес, обрушились решительной контратакой на противника, отбросили его и энергично преследовали до выхода из болот, которые, по словам французов, были завалены телами австрийцев. Знамёна, пушки и пленные явились трофеями этого дня, когда вновь были разбиты ещё две австрийские дивизии.
Вечером, следуя тем же мотивам и пользуясь теми же комбинациями, что и накануне, главнокомандующий предписал то же самое движение — концентрацию всех войск на правом берегу Адидже, с оставлением на левом берегу только авангарда. Этот день также увенчался успехом, однако армия Альвинци всё ещё была достаточно сильной и опасной для французов. Давидович вечером тоже перешёл в наступление, оттеснив дивизию Вобуа от Ла-Короне к деревням Буссоленго и Кастельнуво, после чего остановился.

## Бой. День третий
Альвинци, введённый в заблуждение шпионом, подосланным Бонапартом и уверявшим, что французы двинулись к Мантуе и оставили у Ронко только один арьергард, выступил до зари из своего лагеря. В 5 часов утра французская главная квартира узнала, что Давидович стоит, не двигаясь.
Армия перешла обратно через мост: головные колонны обеих армий встретились на середине плотины. Бой был упорный, и исход его определился не сразу. 75-я полубригада была отброшена. Пули долетали до моста. Бонапарт расположил 32-ю полубригаду в засаде, уложив её на землю в небольшой ивовой заросли, вдоль плотины, около головы моста. Засада вовремя вскочила, произвела залп, ударила в штыки и сбросила в болото сомкнутую колонну противника в полном её составе. Это были 3000 хорватов; практически все они погибли.
Массена на левом фланге не раз попадал в тяжёлое положение, но он всегда шёл во главе войск, подняв шляпу на конце своей шпаги, как знамя, и произвел ужасную резню в противостоящей ему дивизии.
После полудня Наполеон счёл, наконец, что настал момент завершить битву, ведь если бы Вобуа в этот же вечер был разбит Давидовичем, то ночью пришлось бы двинуться на помощь ему и к Мантуе. Альвинци двинулся бы на Верону, ему достались бы честь и плоды победы, а многочисленные преимущества, приобретённые за три дня, были бы потеряны. Наполеон приказал выйти из болот и приготовиться к атаке противника на равнине. Сражения этих трех дней и их результаты настолько изменили моральное состояние обеих армий, что победа французов была обеспечена.
В 2 часа пополудни французская армия на выходе из болот построилась в боевой порядок. Массена стоял на левом фланге в Арколе, Ожеро навел мост через Альпону близ её впадения в реку Адидже и переправился на левый берег, образовав правый фланг, вытянутый в направлении на Леньяго. Австрийская армия стояла, перекрывая правым флангом дорогу на Виченцу по обеим её сторонам (опираясь на течение Альпоне), а её левый фланг опирался на болота.
Со стороны французов из Леньяго был послан отряд из 600—700 человек, четырьмя пушками и 200 всадников с целью обойти болота, к которым противник примкнул своим левым флангом. Около 3 часов дня этот отряд продвигался вперед, а стоявшая на правом фланге дивизия Ожеро атаковала левое крыло австрийцев. Командир эскадрона Эркюль получил приказание направиться с 25 разведчиками и четырьмя трубачами сквозь камышовую заросль и атаковать крайнюю оконечность левого неприятельского фланга, как только леньягский гарнизон начнёт обстреливать его с тыла орудийным огнём. Эти силы французов овладели селом Десмонта, после чего Ожеро начал движение в направлении на Арколе с юга. Одновременно с этим отряд Эркюля произвел шум в тылу у австрийцев, в результате чего Альвинци решил, что обойден очень глубоко, и есть риск отсечения коммуникаций. Левый фланг австрийцев рухнул, их линия была окончательно прорвана, и начался хаотический отход. Французы преследовали отходящего противника весь вечер, и он понёс большие потери пленными.

## Результаты
Австрийские потери за три дня сражений составили 6200 человек (600 убитыми, 1600 ранеными, 4000 пленными, в том числе 51 офицер), 11 орудий и 5 знамён. Армия Бонапарта потеряла 4800 человек (1200 убитыми, 2300 ранеными, 1300 пленными и пропавшими без вести). Если бы Бонапарт не был вынужден перебрасывать силы против Давидовича, австрийской армии угрожало бы полное истребление.
Отступление Альвинци позволило Бонапарту перебросить силы против тирольского корпуса, добравшегося до Пастренго. Давидович получил известия, что французские войска заставили фриульский корпус отступить и теперь направляются против него, и решил отводить свои силы назад вдоль Адидже. Узнав, что Альвинци снова направляется в сторону Вероны, Давидович приостановил отступление, но оказалось, что войска Ожеро обошли его слева и грозят отрезать ему путь назад. Французский авангард дошёл до Пери, но тирольскому корпусу удалось выйти из ловушки и отступить в сторону Тренто, потеряв более 1800 человек. Узнав о поражении Давидовича, Альвинци приказал отводить свои войска за Бренту. Таким образом, третья попытка австрийцев снять осаду Мантуи окончилась неудачей.